# Малкольм Макдональд
Малкольм Макдональд (англ. Malcolm Macdonald, нар. 7 січня 1950, Гаммерсміт і Фулем) — англійський футболіст, що грав на позиції нападника. По завершенні ігрової кар'єри — тренер.
Виступав, зокрема, за клуби «Ньюкасл Юнайтед» та «Арсенал», а також національну збірну Англії.

## Клубна кар'єра
У дорослому футболі дебютував 1968 року виступами за команду клубу «Фулгем», в якій провів один сезон, взявши участь у 13 матчах чемпіонату. 
Протягом 1969—1971 років захищав кольори команди клубу «Лутон Таун».
Своєю грою за останню команду привернув увагу представників тренерського штабу клубу «Ньюкасл Юнайтед», до складу якого приєднався 1971 року. Відіграв за команду з Ньюкасла наступні п'ять сезонів своєї ігрової кар'єри. Більшість часу, проведеного у складі «Ньюкасл Юнайтед», був основним гравцем атакувальної ланки команди. У складі «Ньюкасл Юнайтед» був одним з головних бомбардирів команди, маючи середню результативність на рівні 0,51 голу за гру першості. В сезонах 1974/75 і 1976/77 ставав найкращим бомбардиром англійської футбольної першості.
1976 року уклав контракт з клубом «Арсенал», у складі якого провів наступні три роки своєї кар'єри гравця.  Граючи у складі лондонського «Арсенала» також здебільшого виходив на поле в основному складі команди. В новому клубі був серед найкращих голеодорів, відзначаючись забитим голом в середньому у кожній другій грі чемпіонату.
Завершив професійну ігрову кар'єру у шведському «Юргордені», за команду якого виступав протягом 1979 року.

## Виступи за збірну
1972 року дебютував в офіційних матчах у складі національної збірної Англії. Протягом кар'єри у національній команді, яка тривала 5 років, провів у формі головної команди країни 14 матчів, забивши 6 голів.

## Кар'єра тренера
Розпочав тренерську кар'єру невдовзі по завершенні кар'єри гравця, 1980 року, очоливши тренерський штаб клубу «Фулгем», де пропрацював 4 роки.
Останнім місцем тренерської роботи був клуб «Гаддерсфілд Таун», головним тренером команди якого Малкольм Макдональд був з 1987 по 1988 рік.

## Титули і досягнення
- Найкращий бомбардир чемпіонату Англії (2): 1974–75, 1976–77